# センウセレト2世
センウセレト2世（Senusret II, 在位：紀元前1897年 - 紀元前1878年）は、古代エジプト第12王朝の4代ファラオ（王）。

## 概要
父王アメンエムハト2世の治世32年目に共同統治者として即位した。その治世中は平穏な時代が続き、ファイユームの農地開発や建築事業など国内の統治に力を入れた。アメンエムハト1世の代以降、政治権力を弱められていた地方の州侯とも友好関係を築き政治を安定させた。センウセレト2世のピラミッドはアル＝ラフーンに造られた。考古学者のフリンダーズ・ピートリーはその近くで、ピラミッド建設に携わった労働者の町を発見している。そこから見つかったパピルス文書からは、職人たちの中にはエジプト人だけでなく、外国系の民族も多数含まれていた事が判明している。